# Emyvale
Emyvale (iriska: Scairbh na gCaorach) är en ort i republiken Irland.   Den ligger i grevskapet County Monaghan och provinsen Ulster, i den norra delen av landet, 120 km norr om huvudstaden Dublin. Emyvale ligger 55 meter över havet och antalet invånare är 696.
Terrängen runt Emyvale är platt. Runt Emyvale är det ganska tätbefolkat, med 96 invånare per kvadratkilometer. Närmaste större samhälle är Monaghan, 10,1 km söder om Emyvale. Trakten runt Emyvale består i huvudsak av gräsmarker.